# Jalapa (Guerrero)
Jalapa es una localidad del estado mexicano de Guerrero. Es parte del municipio de Cuautepec.

## Toponimia
El nombre «Jalapa» proviene de los términos en náhuatl: xalli, arenal; pan, locativo. Su significado es «en los arenales».

## Demografía
| Gráfica de evolución demográfica |
|                                  |

| Censo | Población |
| ----- | --------- |
| 1930  | 338       |
| 1940  | 212       |
| 1950  | 569       |
| 1960  | 660       |
| 1970  | 1 277     |
| 1980  | 1 219     |
| 1990  | 1 491     |
| 2000  | 1 662     |
| 2010  | 1 651     |
| 2020  | 1 938     |